# Vallderrós
Vallderrós, de vegades escrit Vall-de-ros, és el nom d'una urbanització del terme municipal de Bigues i Riells, al Vallès Oriental, dins del territori de Riells del Fai.
Aquesta urbanització pren el nom del territori del lloc on es troba: Vallderrós una vall tributària del Tenes per on hi circula el torrent de Llòbrega, que té com a esplèndid marc septentrional els Cingles de Bertí i oriental el Turó de les Onze Hores. Inclou la masia de Can Figueres, en terres de la qual s'estén la urbanització. És al nord-est del poble de Riells del Fai, en el vessant nord-oest de la Serra de Can Tabola.

## Etimologia
El filòleg Joan Coromines afirma que Riells procedeix del ròs del cel, o rosada, que es concentra sempre cada matí en aquesta contrada. Per tant, des del punt de vista etimològic, hauria de ser Vallderròs, amb o oberta.